# Jean-Baptiste de la Sainte-Famille
Jean-Baptiste Sarton du Jonchay, en religion Jean-Baptiste de la Sainte-Famille, né en 1974[Où ?], est un auteur-compositeur-interprète français. Il a composé de nombreux chants d'Église.

## Biographie
Né en 1974 dans la famille Sarton du Jonchay, où l’on aime chanter et prier, Jean-Baptiste suit une formation de violoniste en Alsace et devient membre de la fraternité franciscaine de Bitche. Sa rencontre avec le Père Marie-Joseph, compositeur et maître spirituel, l’encourage à composer des chants pour la liturgie. À cette même période, il se familiarise avec la guitare, le piano et les percussions. En 1996, il entre au carmel de Montpellier. Il y trouve les conditions de silence et de ferveur qui lui permettent d’enraciner et de déployer le don qu’il a reçu. Frère Jean-Baptiste vit aujourd’hui (2020) au couvent de Kaolack au Sénégal.

## Enregistrements
Ses compositions sont reprises dans un certain nombre d’enregistrements :
- Jubilez ! (rassemblement Prier et témoigner à Fribourg) ;
- Mendiez l’Amour (communauté franciscaine de Bitche) ;
- Colombe de Feu et Église ma toute belle (Fraternité de Tibériade) ;
- Marie, nous voulons voir Jésus (communauté Saint-Jean) ;
- Je veux voir Dieu et Pâques, triomphe de la vie (institut Notre-Dame de Vie) ;
- Vous qui cherchez la Vie (groupe de prière Abba).

## Partitions
Ses partitions se trouvent aux Éditions du Carmel : trois recueils : Jubilez, criez de joie !, Qui regarde vers Lui resplendira, et tout récemment Dieu seul est saint qui regroupe des ordinaires de messe et des chants eucharistiques.
Frère Jean-Baptiste de la Sainte-Famille est l'auteur des paroles et de la musique du chant : 
« Vivre comme le Christ, toujours livré à l’amour,
Pour aller son chemin de vie dans la confiance,
La force et la louange »